# RPGamer
RPGamer是电子角色扮演游戏（RPG）媒体与新闻专题网站。其内容包括北美、欧洲与亚洲游戏新闻，游戏产业新闻，游戏评论，游戏预报，游戏亲测展示，游戏会展，游戏媒体，发行日期，竞赛和访谈。网站提供角色扮演游戏评论，并和游戏制作方保持业务联系。许多媒体和游戏包装盒都有引用RPGamer。
网站于1995年以“非官方史克威尔主页”名义建立，内容为史克威尔爱好者网站。1997年改名Square.Net。后因版权问题，于1998年3月11日改名RPGamer，同时网站专注于RPG，删去了史克威尔的非RPG作品。